# Pieter Gysels
Petrus Gysels (Deurne-Borgerhout, 22 januari 1767 – Borgerhout, 27 december 1857) was tussen 1818 en 1825 burgemeester van de gemeente Deurne-Borgerhout.
Nadat burgemeester Pierre de Broëta zijn ontslag aanbood op 7 maart 1816 werd Pieter Mattheus de Ridder als waarnemend burgemeester aangesteld van de gemeente Deurne-Borgerhout. Op 29 oktober 1818 werd Pieter Gysels per koninklijk besluit aangesteld als nieuwe burgemeester van de gemeente. Tijdens zijn bestuur maakte het gehucht Borgerhout een grote economische ontwikkeling door. Op 25 augustus 1825 werd hij in zijn ambt vervangen door Pieter Palinck.
Gysels overleed als ongehuwde rentenier op 27 december 1857. Hij werd op het Sint Fredeganduskerkhof van Deurne begraven. Hij liet zijn vermogen na aan het Weldadigheidsbureel van de gemeente Deurne. Als blijk van dank besloot het bureel een marmeren borstbeeld van Gysels te laten maken door beeldhouwer Jacob de Braekeleer. In 1867 werd een straat in Borgerhout naar hem vernoemd.